# Zoppoter Zeitung
Zoppoter Zeitung (Gazeta Sopocka) – dziennik w języku niemieckim wydawany w Sopocie w latach 1894–1945 jako organ Magistratu i Komendy Policji.
Gazeta została założona przez wydawcę Börner & Gutsch w dniu 1 maja 1894 (w informatorze niemieckiej prasy codziennej podano, że w 1896). Wydawnictwo i drukarnia mieściły się przy Seestrasse 62 (obecnie ul. Monte Cassino) w Sopocie.
W 1937 gazeta miała nakład około 4000 i objętość od 8 do 10 stron. Wydawana była sześć razy w tygodniu.
Od 1933 w gazecie dużo miejsca poświęcano treściom nazistowskim.